# Cypa latericia
Cypa latericia är en fjärilsart som beskrevs av Inoue 1991. Cypa latericia ingår i släktet Cypa och familjen svärmare. Inga underarter finns listade i Catalogue of Life.